# Dycker Schmalzbirne

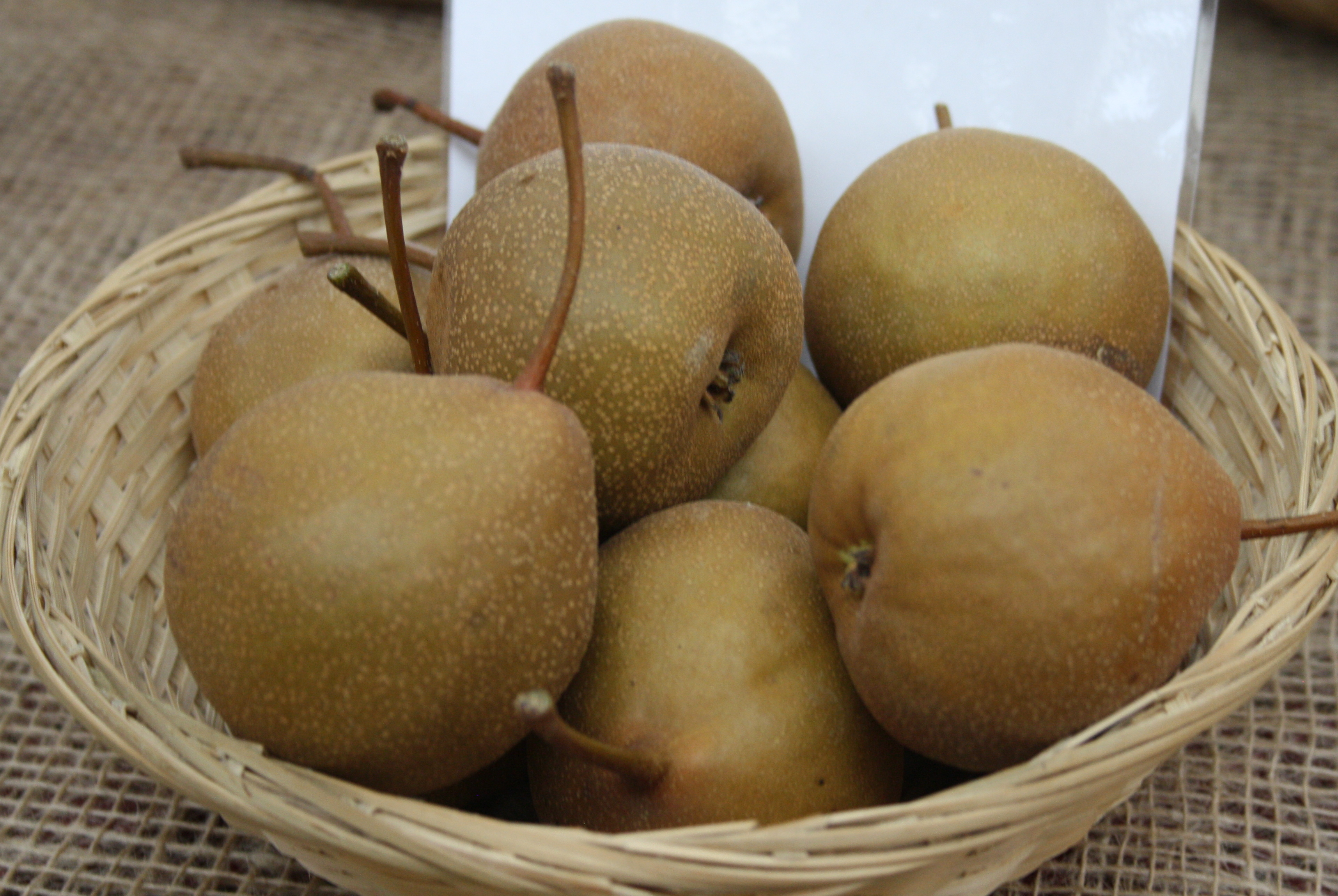
Dycker Schmalzbirne

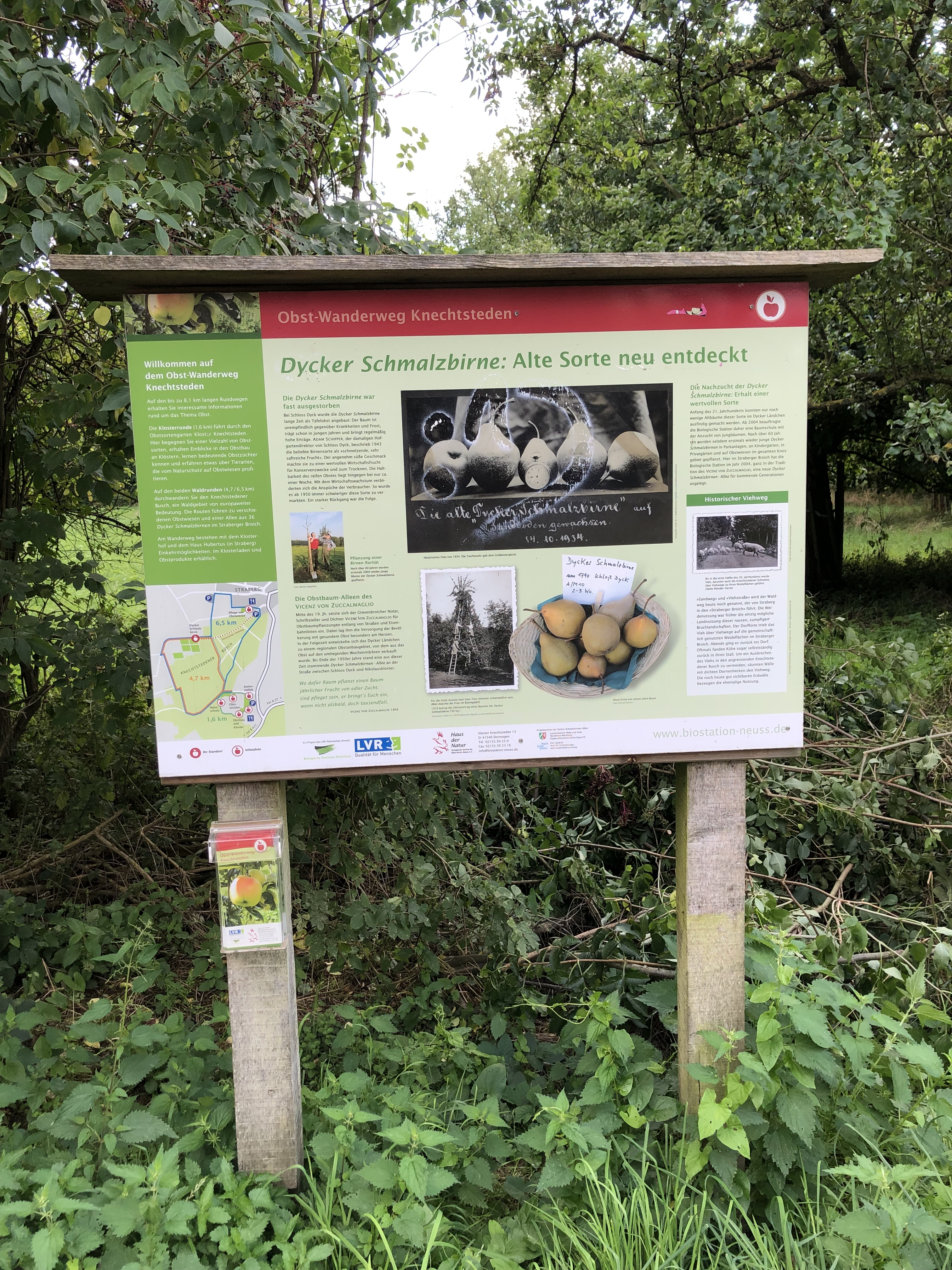
Infotafel am Obstwanderweg Knechtsteden (2023)

Die Dycker Schmalzbirne (auch Doppelte Wried (in Hamburg und Schleswig-Holstein) oder Griesbirne) ist eine Birnensorte, die vorrangig im Rheinland vorkommt. Ende des 20. Jahrhunderts war sie vom Aussterben bedroht, bis neue Exemplare veredelt und gepflanzt wurden.

## Geschichte
Nach Angaben von Adam Schipper, dem Hofgartendirektor auf Schloss Dyck in den 1930er Jahren, wurde die Sorte in den Gartenanlagen des Schlosses seit etwa 1800 als Braune Schmalzbirne kultiviert und von ihm selbst in Dycker Schmalzbirne umbenannt. Sie gehörte vermutlich zu den Sorten, die Fürst Joseph zu Salm-Reifferscheidt-Dyck um 1800 zu Versuchszwecken bei Schloss Dyck anpflanzen ließ (der Mutterbaum stand noch bis etwa 1900). Salm-Reifferscheidt bezog für seine Versuchspflanzung Edelreiser aus anderen Regionen Deutschlands sowie aus Frankreich, Belgien und den Niederlanden, so dass die Sorte vermutlich noch älteren Ursprungs ist. Dafür spricht auch, dass die Sorte im östlichen Westfalen unter dem Namen Griesbirne bekannt und im Norden Deutschlands vereinzelt noch auf Streuobstwiesen anzutreffen ist.
Aufgrund ihrer hohen Erträge (rund 750 Kilogramm pro Baum) verbreitete sich die Birnensorte vor allem im Rheinland und war nach 1900 im Raum Grevenbroich zeitweise die meist angebaute. Nach 1918 führte eine große Nachfrage aus dem Ruhrgebiet zu Umveredelungen anderer Birnbäume. Bis in die Zeit nach dem Zweiten Weltkrieg bestand zwischen Schloss Dyck und dem Nikolauskloster eine Allee aus Dycker Schmalzbirnen. Noch bis in die 1960er Jahre wurde die Sorte in der Region zwischen Mönchengladbach, Neuss und Grevenbroich auf Wochenmärkten angeboten.
Aufgrund anderer Ansprüche an Tafelobst war die Sorte bis zum Ende des 20. Jahrhunderts bis auf drei Altbäume verschwunden, so dass sie vom Aussterben bedroht war. Diese drei Bäume bildeten die Basis für die Erhaltung der Dycker Schmalzbirne. Seitdem konnten mehr als 75 Exemplare junge Dycker Schmalzbirnen veredelt und gepflanzt werden. 2006 wurde im Straberger Broich eine Allee aus 32 dieser Obstbäume angelegt. Im November 2021 pflanzte die Jüdische liberale Gemeinde Kölns anlässlich des International Mitzvah Day Exemplare der Dycker Schmalzbirne auf einer von ihr angelegten Streuobstwiese im Kölner Stadtteil Longerich.

## Beschreibung
Der Baum der Dycker Schmalzbirne bildet mittelgroße bis große, hochkugelige Kronen und setzt relativ früh mit der Fruchtbarkeit ein. Er ist auf vielen Böden anbaufähig. Die Blüte erscheint mittelfrüh, groß und ist robust. Die Kerne sind meist zahlreich, relativ groß, kirschholzbraun, oft dunkelbraun gerandet. Die Frucht ist mittelgroß bis groß, das Fruchtfleisch ziemlich hell, beige weiß, fast weiß, nach einigen Tagen Lagerung schmelzend und zum optimalen Zeitpunkt sehr saftig.
Der Nachteil der Dycker Schmalzbirne ist ihre kurze Fruchtreife, die eine schnelle Verarbeitung nach der Ernte erfordert, weshalb sie auch als Tafelbirne heute kaum noch angeboten wird. Die saftreiche, schmelzende Frucht – woraus sich der Name Schmalzbirne ableitet – eignet sich zum Einmachen und Dörren. Sie muss jedoch zügig innerhalb von ein bis zwei Wochen verarbeitet werden. Die Pflückreife im harten Zustand liegt etwa Mitte September, kurz vor der Köstlichen von Charneux. Nach etwa 8 bis 14 Tagen Lagerung wird sie genussreif, ist dann jedoch nur einige Tage haltbar.